# Hockinia montana
Hockinia montana es la única especie del género monotípico Hockinia perteneciente a la familia Gentianaceae, es originaria de Brasil.

## Descripción
Es una planta herbácea anual con tallos cilíndricos o cuadrangulares y hojas elípticas. Las inflorescencias están formadas por flores solitarias, cimosas. Las flores tienen el cáliz en forma de tubo, con corolas de color lila pálido. 

## Taxonomía
Hockinia montana fue descrito por  George Gardner y publicado en London Journal of Botany 2: 12. 1843.
Sinonimia
- Anacolus gardneri Griseb.	[2]